# Una vita violenta (romanzo)
Una vita violenta è un romanzo scritto da Pier Paolo Pasolini e pubblicato nel 1959 da Garzanti.
Il romanzo è stato finalista al premio Strega nel 1959, vinto da Il Gattopardo di Giuseppe Tomasi di Lampedusa.

## Trama
Il romanzo narra la storia di un giovane, Tommaso Puzzilli, che vive nella borgata romana di Pietralata. Egli, insieme ai suoi compagni, conosce la fame e la delinquenza, organizza furti e si prostituisce, degradandosi sempre di più con comportamenti violenti e animaleschi. Quando Tommaso si innamora di Irene si prospetta un'occasione di cambiamento, che egli però non può cogliere perché viene arrestato per aver ferito gravemente un giovane.
Uscito dalla prigione gli si presenta un'altra occasione di riscatto, poiché ai genitori è stato assegnato un alloggio dell'INA-Casa, ma Tommaso si ammala di tubercolosi. In ospedale Tommaso riflette sulla storia e sulla politica. Egli, che in un primo tempo si era sentito fascista per l'amicizia contratta con alcuni ladri missini e poi democristiano in seguito all'assegnazione della casa, durante la degenza si avvicina al PCI e partecipa attivamente a scioperi e manifestazioni.
Il romanzo termina con un Tommaso che, ristabilitosi in parte, fa progetti per una vita matrimoniale, lavora, s'iscrive al Partito Comunista e, con un grande gesto di umanità, salva una donna baraccata del suo quartiere, ma, colpito dalla recrudescenza della malattia, trascorre gli ultimi giorni di vita sul lettino di un ospedale, per poi morire nel letto di casa sua.

## Produzione
Pasolini inizia a lavorare al romanzo nel 1955 con l'intento di continuare il progetto, iniziato con Ragazzi di vita, di narrare come vivevano i ragazzi delle borgate romane. Il romanzo subisce un'attenta revisione prima di essere dato alla stampa per attenuare, su consiglio dell'editore, alcuni punti scabrosi e politicamente pericolosi.

## Lessico
Nel romanzo ricorrono numerosi termini facenti parte del dialetto romanesco dell'epoca, molti dei quali sono illustrati da un glossario in coda, con la consulenza di Sergio Citti.

## Edizioni
- Pier Paolo Pasolini, Una vita violenta, Garzanti, Milano 1959
- Pier Paolo Pasolini, Una vita violenta, introduzione di Alberto Moravia, Garzanti, Milano 1976
- Pier Paolo Pasolini, Una vita violenta, a cura di Marta Morazzoni e Antonio Parisi, S.l. Archimede, 1993
- Pier Paolo Pasolini, Una vita violenta, prefazione Erri De Luca, RCS Quotidiani, Milano 2003
- Pier Paolo Pasolini, Una vita violenta, prefazione di Walter Siti, UTET, Torino 2007
- Pier Paolo Pasolini, Una vita violenta, prefazione di Giuseppe De Robertis, Garzanti, Milano 2015
- Francesco Montanari legge Una vita violenta di Pier Paolo Pasolini; regia: Flavia Gentili, Emons, Roma 2019

## Opere derivate
Nel 1962 Pasolini firmerà il soggetto del film Una vita violenta, tratto dal romanzo omonimo mentre la sceneggiatura è affidata a Paolo Heusch, Brunello Rondi, Franco Solinas. Il protagonista sarà Franco Citti, attore delle borgate romane sempre amato da Pasolini per i personaggi principali dei suoi film.